# Tubao
Tubao è una municipalità di quarta classe delle Filippine, situata nella Provincia di La Union, nella Regione di Ilocos.
Tubao è formata da 18 baranggay:
- Amallapay
- Anduyan
- Caoigue
- Francia Sur
- Francia West
- Garcia
- Gonzales
- Halog East
- Halog West
- Leones East
- Leones West
- Linapew
- Lloren
- Magsaysay
- Pideg
- Poblacion
- Rizal
- Santa Teresa